# Братська могила радянських воїнів (Новогригорівка)

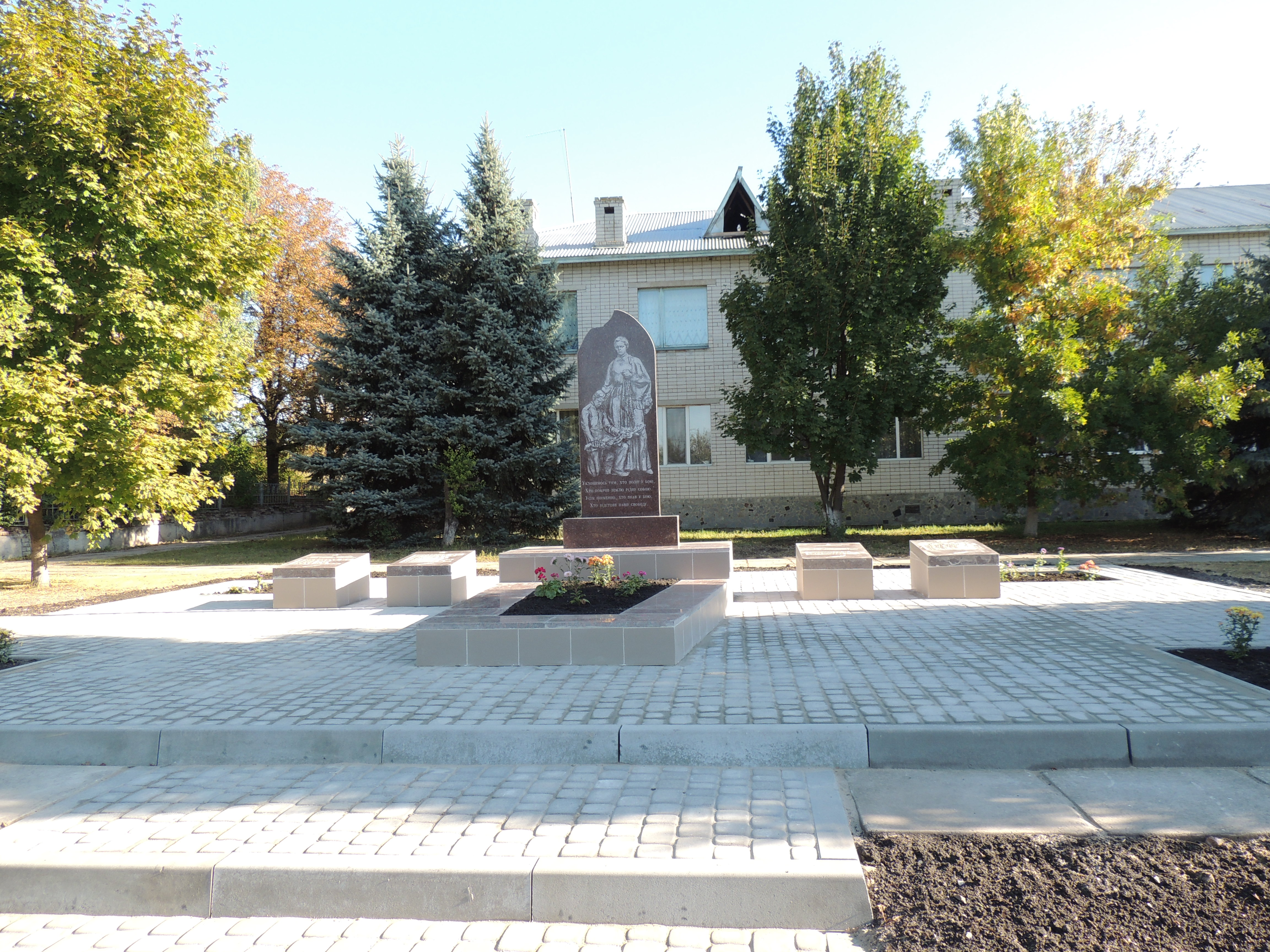
Братська могила радянських воїнів в с. Новогригорівка

Братська могила радянських воїнів — с. Новогригорівка, Юр'ївський район, Дніпропетровська область.

## Історія
Братська могила радянських воїнів, які загинули під час визволення села Новогригорівка у вересні 1943 року знаходиться на центральній садибі радгоспу. Пам’ятка включає в себе братську могилу, стелу та чотири меморіальні дошки. 
У вересні 1943 року частини 12-ї Армії вирушили в напрямку на Павлоград і Синельникове. Ворог, опираючись на добре підготовлені оборонні споруди і організовану систему артилерійського і мінометного вогню, чинив опір. Наші частини, ламаючи опір ворога, вирушили вперед.
На рубежі наступу наших військ знаходилося село Новогригорівка. У другій половині вересня 1943 року село було звільнене від німецько-фашистських загарбників.
Радянські воїни 350-ї стрілецької дивізії 12-ї Армії Південно-Західного фронту, які загинули при визволенні села, були поховані на місцях боїв, а в 1952 році перенесені в братську могилу, а тимчасово встановлений обеліск замінений на скульптуру «Мати з суворовцем». Всього поховано 23 воїнів, прізвище одного воїна відоме — Ладейщиков Станіслав Олександрович. 
У 1988 році збудовані дві стели, на яких розміщені меморіальні дошки з прізвищами 22 воїнів-земляків, які загинули на фронтах ІІ світової війни.
У 1995 році була проведена реконструкція: стелі замінили на стіну висотою 1,5 м, на якій прикріпили меморіальні дошки.
У 2015 році на пам’ятці проведено реконструкцію: виділили контури могили, скульптуру «Мати з суворовцем» замінили на стелю, прибрали стіну, меморіальні дошки поклали поряд із могилою, переклали бруківку.

## Персоналії
- Ладейщиков Станіслав Олександрович

## Додаток
Меморіальна дошка на могилі  з написом: «Тут, у братській могилі, поховані воїни Південно-Західного фронту, які загинули під час визвольних боїв у с. Новогригорівка у вересні 1943 р. — рядовий Ладейщиков Станіслав Олександрович 1904 р. н. та 22 невідомих”.
Поховання та територія пам’ятки упорядковані.